# Jacob Eriksson
Jacob Eriksson, né le 1er octobre 1999 à Gånghester, est un coureur cycliste suédois.

## Biographie
Jacob Eriksson est le frère cadet du cycliste Lucas Eriksson, né en 1996.
En 2016, Jacob Eriksson termine notamment meilleur grimpeur du Tour du Pays de Vaud et douzième des championnats du monde juniors (moins de 19 ans). L'année suivante, il devient champion de Suède sur route juniors. Il se classe également sixième de la Course de la Paix juniors, treizième des championnats d'Europe et meilleur grimpeur du Grand Prix Rüebliland.
Après son passage chez les espoirs (moins de 23 ans), Eriksson rejoint l'équipe continentale néerlandaise Destil-Parkhotel Valkenburg en 2018. Après une seule saison, il signe chez la Team Coop en 2019. En 2020, il prend la deuxième place du championnat de Suède et remporte le titre chez les espoirs (moins de 23 ans).
En 2022, il rejoint la Riwal Cycling Team, où court son frère depuis déjà deux ans. Il se classe notamment quatrième de la Volta Limburg Classic et septième au classement général du Circuit des Ardennes. Pour la saison 2023, Eriksson et son frère signent avec l'équipe Tudor, qui obtient pour la première fois une licence en tant qu'UCI ProTeam. En juin 2024, il devient champion de Suède sur route, succédant à son frère.

## Palmarès et résultats

### Palmarès par année
- 2016
  - 3e du championnat de Suède sur route juniors
- 2017
  -  Champion de Suède sur route juniors
- 2020
  -  Champion de Suède sur route espoirs
  - 2e du championnat de Suède sur route
- 2024
  -  Champion de Suède sur route

### Classements mondiaux
| Année                                 | 2018  | 2019  | 2020 | 2021 | 2022 | 2023  | 2024 |
| ------------------------------------- | ----- | ----- | ---- | ---- | ---- | ----- | ---- |
| Classement mondial                    | 1838e | 1584e | 499e | 624e | 463e | 2438e | 622e |
| UCI Europe Tour                       | 1210e | 1050e | 410e | 501e | 369e | nc    | nc   |
|                                       |       |       |      |      |      |       |      |
| Légende : nc = non classéSource : UCI |       |       |      |      |      |       |      |